# Gabre
Gabre è un comune francese di 92 abitanti situato nel dipartimento dell'Ariège nella regione dell'Occitania.

## Monumenti e luoghi d'interesse
- Chiesa di San Lorenzo

## Società

### Evoluzione demografica
Abitanti censiti